# Маркеев, Анатолий Павлович
Анато́лий Па́влович Марке́ев (род. 17 мая 1942, Новая Слободка, Курская область) — советский и российский учёный-механик, автор работ в области теоретической механики, небесной механики, теории дифференциальных уравнений. Доктор физико-математических наук (1976), профессор (1977).

## Биография
Отец А. Маркеева был бухгалтером колхоза, позже — директором МТС; мать тоже работала в колхозе. Детство Анатолия прошло в голодной, полуразрушенной деревне (в годы Великой Отечественной войны Новую Слободку дважды захватывали немецко-фашистские оккупанты); хлеб в семье появился лишь тогда, когда старшая сестра Анатолия, закончив восьмой класс, начала работать в колхозе.
В 1959 г. Анатолий с золотой медалью окончил среднюю школу, а в 1960 г. поступил на аэромеханический факультет Московского физико-технического института. В 1966 году А. П. Маркеев окончил институт (получив диплом с отличием), а в 1969 г. — аспирантуру при МФТИ, защитив кандидатскую диссертацию на тему «Исследование движения в некоторых задачах небесной механики».
Молодой кандидат наук стал сотрудником Института прикладной математики АН СССР, где работал в отделе Д. Е. Охоцимского, занимавшемся задачами динамики космического полёта.
В декабре 1975 года А. П. Маркеев становится заведующим кафедрой алгебры и теории функций Московского авиационного института (МАИ), а в 1977 г. он приступает к работе в должности профессора кафедры теоретической механики того же института. Опыт чтения курса теоретической механики студентам факультета прикладной математики МАИ, многочисленные методические находки лектора, выработанная им концепция преподавания механики студентам механико-математических специальностей нашли выражение в учебнике «Теоретическая механика» А. П. Маркеева (первое издание — 1990 г.).
За время работы Маркеева в МАИ под его научным руководством было защищено 13 кандидатских диссертаций, 5 его учеников защитили докторские диссертации.
В 1987 году Маркеев становится ведущим (затем — главным) научным сотрудником Института проблем механики РАН.
В 2009 году А. П. Маркеев вернулся в родной для него Московский физико-технический институт, куда он был приглашён для чтения лекций по теоретической механике студентам факультета общей и прикладной физики.

## Научная деятельность
Первые научные работы А. П. Маркеева относятся к области небесной механики; к данной тематике он неоднократно возвращался и позднее.
В 1967 г. Маркеев исследовал устойчивость поступательного движения динамически симметричного твёрдого тела на круговой орбите и получил для отношения главных моментов инерции тела неравенства, при соблюдении которых движение тела устойчиво, а в противном случае — нет.
В 1969 г. А. П. Маркеев дал окончательное решение поставленной ещё Лагранжем (1772 г.) задачи об устойчивости треугольных точек либрации в круговой ограниченной задаче трёх тел. Именно, он доказал, что если для масс притягивающих центров выполнено найденное Лагранжем достаточное условие устойчивости в первом приближении
{\displaystyle {\varkappa }(1-{\varkappa })\;<\;{1 \over 27}}  ,
где  {\displaystyle {\varkappa }=m_{1}/(m_{1}+m_{2})} ,  то треугольные точки либрации будут устойчивы для всех значений {\displaystyle \varkappa },  кроме двух исключительных:
{\displaystyle {\varkappa }\;=\;{15\,-\,{\sqrt {213}} \over 30}\;\approx \;0,013516}   и   {\displaystyle \varkappa \;=\;{45\,-\,{\sqrt {1833}} \over 90}\;\approx \;0,024294}  ,
при которых данные точки неустойчивы.
В 1972 г. Маркеев разработал алгоритм приведения к нормальной форме гамильтоновой системы линейных уравнений с периодическими коэффициентами.
В 1973—1974 гг. Маркеев предложил метод точечных отображений, предназначенный для нахождения периодических решений гамильтоновых систем, и применил его при решении ряда конкретных задач.
В 1976 г. А. П. Маркеев успешно защитил докторскую диссертацию на тему «Некоторые задачи теории гамильтоновых систем и её приложения к небесной механике». Содержание диссертации составили результаты, полученные при решении ряда задач о движении спутника относительно центра масс: задач об устойчивости относительных равновесий спутника с тремя неравными моментами инерции, нелинейной задачи об устойчивости нечётных периодических колебаний спутника в плоскости его эллиптической орбиты, задачи об орбитальной устойчивости плоских колебаний и вращений динамически симметричного спутника на круговой орбите.
Маркеев внёс значительный вклад в динамику катящегося твёрдого тела. Он нашёл приближённое решение задачи о движении однородного эллипсоида по неподвижной горизонтальной плоскости, объяснил ряд динамических эффектов в движении «кельтского камня» и волчка, доказал интегрируемость задачи о качении шара с многосвязной полостью, заполненной идеальной жидкостью, исследовал устойчивость стационарных и периодических движений тел, контактирующих с твёрдой поверхностью в процессе движения. Маркееву удалось также собрать и систематизировать многочисленные исследования различных учёных по данной тематике; всё это легло в основу монографии «Динамика тела, соприкасающегося с твёрдой поверхностью» (1992 г.).
В 1990-е гг. Маркеев занимается анализом устойчивости положений равновесия в периодических по времени гамильтоновых системах с одной степенью свободы и автономных гамильтоновых системах с двумя степенями свободы при наличии параметрического резонанса, резонансов 3-го и 4-го порядка. При этом наибольший интерес учёного вызывают случаи, когда наличие резонанса вызывает неустойчивость анализируемого равновесия, но движения системы остаются ограниченными; при помощи аппарата KAM-теории он получает оценки для областей ограниченности движений. Применяя данные результаты к конкретным задачам, Маркеев решает нелинейную задачу об устойчивости относительных равновесий математического маятника с колеблющейся по вертикали точкой подвеса, даёт объяснение асимметрии, наблюдаемой в расположении люков Кирквуда в поясе астероидов.
В задаче об орбитальной устойчивости периодических решений автономных гамильтоновых систем А. П. Маркееву удалось разработать общий конструктивный алгоритм нормализации таких систем. Используя данный алгоритм, он сумел дать строгое решение классической задачи об устойчивости регулярной прецессии Гриоли (открыта в 1947 г. и является — наряду с прецессиями волчков Эйлера и Лагранжа — третьей и последней из известных прецессий тяжёлого твёрдого тела с неподвижной точкой).
Для линейной гамильтоновой системы с двумя степенями свободы, периодической по времени и близкой к автономной, Маркеев создал теорию устойчивости при наличии кратного параметрического резонанса, причём дал классификацию всех возможных случаев таких резонансов и построил области устойчивости и неустойчивости. Впервые было установлено, что из одной порождающей точки может выходить несколько областей параметрического резонанса. Эти результаты были применены к ряду задач о движении спутника относительно центра масс; в ходе исследования Маркеевым устойчивости плоских колебаний и вращений спутника на круговых и эллиптических орбитах была, в частности, решена задача об устойчивости вращательного движения спутника, движущегося по эллиптической орбите при резонансе 3 : 2 (резонанс меркурианского типа). Перечисленные результаты были изложены в монографии «Линейные гамильтоновы системы и некоторые задачи об устойчивости движения спутника относительно центра масс» (2009 г.).

## Награды и премии
- Государственная премия Российской Федерации в области науки и техники (1994) — за цикл работ «Динамика сложных механических систем» (совместно с В. Ф. Журавлёвым, Д. М. Климовым и В. В. Козловым[7])
- Малая планета 4302 была названа Markeev в честь А. П. Маркеева — за решение задачи об устойчивости треугольных точек либрации[5].
- Премия имени А. М. Ляпунова РАН (2013) — за цикл работ «Методы и алгоритмы исследования устойчивости и нелинейных колебаний в задачах классической и небесной механики»

## Оценки
Профессор И. В. Новожилов в 1995 году так отзывался о Маркееве: «…Возвращаемся к Анатолию Павловичу Маркееву. Редкостные способности аналитика, трудолюбие человека, преданного своему ремеслу… Он вошёл в механику лет двадцать пять назад, как кондотьер входит в древний город, чтобы быть пленённым им… Взращивают же южнороссийские земли мужчин с такой горделивой осанкой… и силой напора!»

## Публикации

### Дифференциальные уравнения
книги
- Маркеев А. П.  О методе точечных отображений и некоторых его приложениях в задаче трёх тел. — М.: ИПМ АН СССР, 1973. Препринт № 49. — 58 с.
- Маркеев А. П.  Линейные гамильтоновы системы и некоторые задачи об устойчивости движения спутника относительно центра масс. — М.–Ижевск: НИЦ «РХД», 2009. — 396 с. — ISBN 978-5-93972-729-7.

статьи
- Маркеев А. П.  О нормализации гамильтоновой системы линейных дифференциальных уравнений с периодическими коэффициентами // Прикл. матем. и мех. — 1972. — Т. 36, вып. 5. — С. 805—810.
- Маркеев А. П., Чеховская Т. Н.  О резонансных  периодических решениях гамильтоновых систем, рождающихся из положения равновесия // Прикл. матем. и мех. — 1982. — Т. 46, вып. 1. — С. 27—33.
- Маркеев А. П., Медведев С. В., Сокольский А. Г.  Методы и алгоритмы нормализации дифференциальных уравнений. — М.: Изд-во МАИ, 1985. — 74 с.
- Маркеев А. П.  О поведении нелинейной гамильтоновой системы с одной степенью свободы на границе области параметрического резонанса // Прикл. матем. и мех. — 1995. — Т. 59, вып. 4. — С. 569—580.
- Маркеев А. П.  О критическом случае резонанса четвёртого порядка в гамильтоновой системе с одной степенью свободы // Прикл. матем. и мех. — 1997. — Т. 61, вып. 3. — С. 369—376.
- Маркеев А. П.  Алгоритм нормализации гамильтоновой системы в задаче об орбитальной устойчивости периодических движений // Прикл. матем. и мех. — 2002. — Т. 66, вып. 6. — С. 929—938.
- Маркеев А. П.  О кратном параметрическом резонансе в системах Гамильтона // Прикл. матем. и мех. — 2006. — Т. 70, вып. 2. — С. 200—220.

### Теоретическая механика
книги
- Маркеев А. П.  Динамика твёрдого тела, соприкасающегося с твёрдой поверхностью. — М.: Наука, 1992. — 335 с. — ISBN 5-02-014285-9.
- Маркеев А. П.  Теоретическая механика: Учебник для университетов. 3-е изд. — М.; Ижевск: РХД, 2007. — 592 с. — ISBN 978-5-93972-604-7.
- Баничук Н.В., Карпов И.И., Климов Д.М., Маркеев А.П., Соколов Б.Н., Шаранюк А.В. Механика больших космических конструкций. М.: Факториал, 1997.

статьи
- Маркеев А. П.  О движении тяжёлого однородного эллипсоида на неподвижной горизонтальной плоскости // Прикл. матем. и мех. — 1982. — Т. 46, вып. 4. — С. 553—567.
- Маркеев А. П.  К динамике волчка // Изв. АН СССР. Механика твёрдого тела. — 1984. — № 3. — С. 30—38.
- Маркеев А. П.  Об интегрируемости задачи о качении шара с многосвязной полостью, заполненной идеальной жидкостью // Изв. АН СССР. Механика твёрдого тела. — 1986. — № 1. — С. 64—65.
- Бардин Б. С., Маркеев А. П.  Об устойчивости равновесия маятника при вертикальных колебаниях точки подвеса // Прикл. матем. и мех. — 1995. — Т. 59, вып. 6. — С. 922—929.
- Маркеев А. П.  Об устойчивости прецессии Гриоли // Прикл. матем. и мех. — 2003. — Т. 67, вып. 4. — С. 556—572.

### Небесная механика
книги
- Маркеев А. П.  Точки либрации в небесной механике и космодинамике. — М.: Наука, 1978. — 312 с.
- Куницын А.Л., Маркеев А.П. Устойчивость в резонансных случаях. Итоги науки и техн. ВИНИТИ, Сер. Общая механика, т. 4, 1979.
- Маркеев А.П. Линейные гамильтоновы системы и некоторые задачи об устойчивости движения спутника относительно центра масс. Москва - Ижевск: НИЦ «Регулярная и хаотическая динамика», 2009.

статьи
- Маркеев А. П.  Устойчивость стационарного вращения спутника на эллиптической орбите // Космич. исследования. — 1965. — Т. 3, вып. 5. — С. 674—676.
- Маркеев А. П.  Резонансные эффекты и устойчивость стационарных вращений спутника // Космич. исследования. — 1967. — Т. 5, вып. 3. — С. 365—375.
- Маркеев А. П.  Об устойчивости треугольных точек либрации в круговой ограниченной задаче трёх тел // Прикл. матем. и мех. — 1969. — Т. 33, вып. 1. — С. 112—116.
- Маркеев А. П.  Об устойчивости треугольных точек либрации в системе Солнце — Юпитер // Астрон. журнал. — 1974. — Т. 51, вып. 3. — С. 627—634.
- Маркеев А. П.  О несимметрии расположения люков Кирквуда в кольце астероидов // Докл. РАН. — 2001. — Т. 380, № 6. — С. 765—769.
- Маркеев А. П.  К задаче об устойчивости вращения Меркурия относительно центра масс // Докл. РАН. — 2008. — Т. 422, № 6. — С. 758—761.
- Маркеев А. П.  К теории резонансного вращения Меркурия // Нелинейная динамика. — 2009. — Т. 5, № 1. — С. 87—98.